# Praia de Santo André

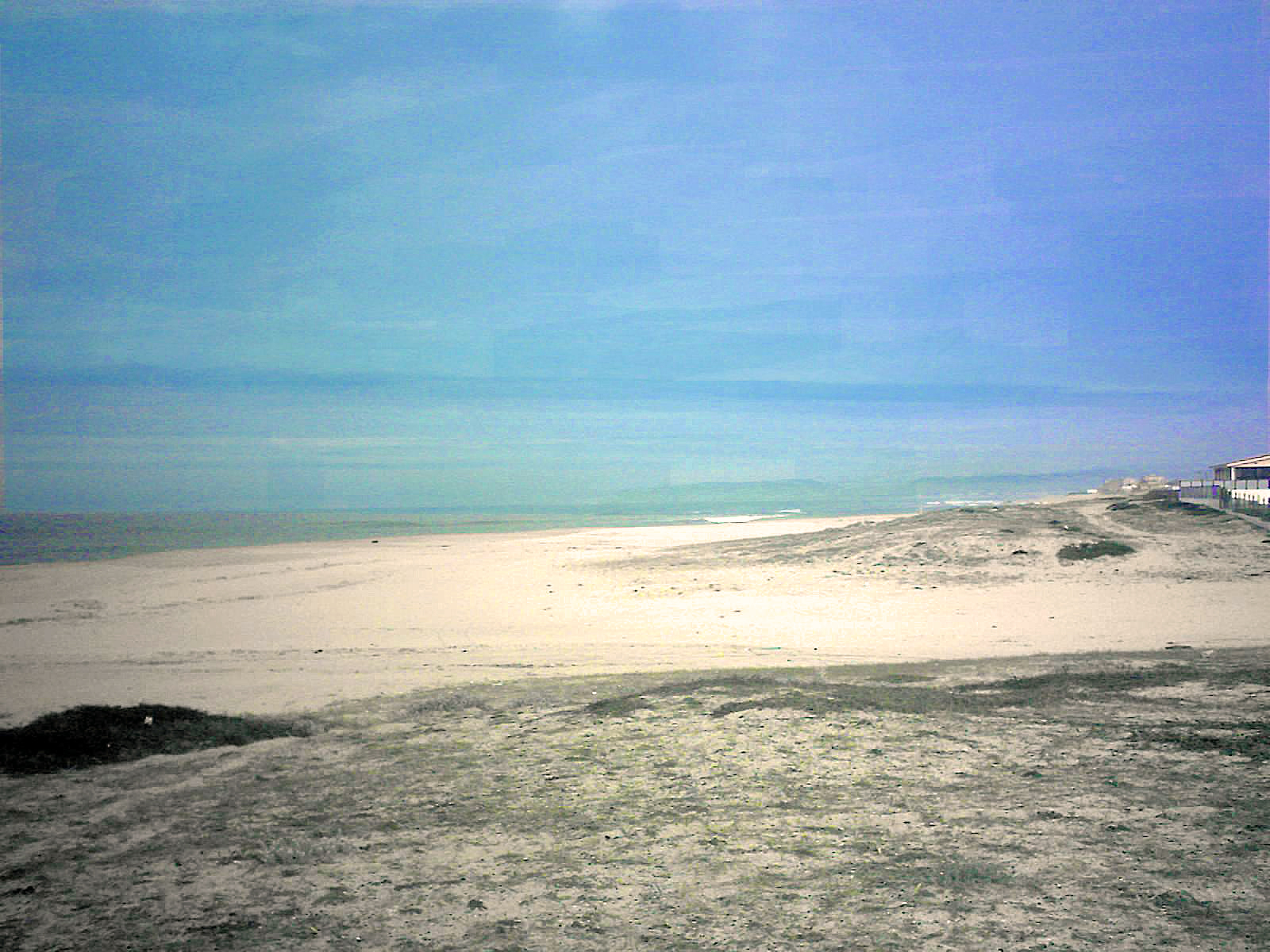
Praia de Santo André, con vegetación autóctona

La Praia de Santo André (Playa de San Andrés) es una playa marítima de Póvoa de Varzim, situada entre la Praia do Quião y la Praia da Pedra Negra, en las freguesias de Aver-o-Mar y Aguçadoura, junto al cabo de Santo André.
La Praia de Santo André se encuentra junto al Lugar de Santo André, una localidad con características pesqueras propias influida por el Bairro Sul, y dividida entre Aver-o-Mar y Aguçadoura.
A pesar de ser bastante extensa, la playa es tranquila, ya que se sitúa lejos del centro de la ciudad, próxima a la población rural de Aguçadoura.

## Leyenda de San Andrés
En Santo André existe una capilla junto a un roquedo llamado Penedo do Santo, que tiene una marca que se cree que es una huella del propio San Andrés. Los pescadores creen que este santo libera las almas de los que se ahogan en el mar, yendo a pescarlas al fondo del mar después de un naufragio.
La fiesta de este santo tiene lugar la madrugada del último día de noviembre, en que grupos de hombres y mujeres, envueltos en mantos negros y con faroles en la mano, van hasta a la ermita por la playa, entonando cánticos, y al final circundan la capilla, formando así el "Punto de las almas".